# Alfaro cultratus
Alfaro è un pesce d'acqua dolce appartenente alla famiglia Poeciliidae.

## Distribuzione e habitat
Questa specie è diffusa nel centro America, nelle acque dolci di Costa Rica, Panama e Nicaragua, dove abita acque veloci di ruscelli e fiumi nelle foreste.

## Descrizione
Presenta un corpo allungato, compresso ai fianchi, il dorso forma un angolo con il vertice nella seconda metà del corpo, il ventre è pronunciato. La bocca è ampia, gli occhi grandi. La pinna dorsale è arrotondata, le ventrali sono piccole, l'anale è a ventaglio nella femmina, mentre nel maschio piegata a formare un gonopodio. La pinna caudale è ampia e a delta. La livrea, ha un fondo beige rosato su una debole trasparenza, con cangianti riflessi metallici. Le pinne sono giallastre e trasparenti.

Raggiunge i 7–8 cm di lunghezza.

## Etologia
Vive in banchi che stazionano caratteristicamente a 20 cm dal pelo dell'acqua.

## Riproduzione
Come per gli altri pecilidi, la fecondazione avviene internamente grazie all'organo riproduttore del maschio (gonopodio). La femmina partorisce piccoli vivi. Non vi sono cure parentali, i genitori tendono a cibarsi anche dei propri avannotti.

## Alimentazione
A. cultratus ha dieta insettivora: gli adulti si cibano esclusivamente di insetti terrestri mentre i piccoli di insetti acquatici.

## Acquariofilia
Seppur non molto diffusa, questa specie è allevata per la facilità di sopravvivenza e di riproduzione in acquario.